# Museu da Småland – Museu do Vidro da Suécia
O Museu da Småland – Museu do Vidro da Suécia (em sueco: Smålands museum – Sveriges glasmuseum) é um museu regional do condado de Kronoberg, localizado na cidade sueca de Växjö, na província histórica da Småland.
É o museu regional mais antigo da Suécia, iniciado em 1867 e inaugurado em 1890.
O museu alberga exposições permanentes e temporárias sobre o condado de Kronoberg. O Museu do Vidro da Suécia é uma parte autónoma do museu, exibindo produções vidreiras suecas e estrangeiras do século XVII até aos nossos dias.